# Circuito a linee commisurate

Esempio di progettazione a linee commisurate per un filtro passa-basso di Chebyshev da 3 dB, del terzo ordine, a 50 Ω per 4 GHz. A. Filtro prototipo a elementi concentrati, ω=1, Z_{0}=1. B. Frequenza e impedenza del filtro scalate a 4 GHz e 50 Ω; questi valori dei componenti sono troppo piccoli per essere facilmente implementati come componenti discreti. C. Il circuito prototipo trasformato in linee commisurate a filo aperto mediante la trasformazione di Richards. D. Applicazione delle identità di Kuroda al prototipo per eliminare gli induttori in serie. E. Scalatura in impedenza per lavorare a 50 Ω, la scalatura in frequenza è ottenuta impostando le lunghezze delle linee a λ/8. F. Implementazione in microstriscia.

I circuiti a linee commisurate sono circuiti elettrici costituiti da linee di trasmissione che sono tutte della stessa lunghezza, tipicamente un ottavo di lunghezza d'onda. I circuiti a elementi concentrati possono essere convertiti direttamente in circuiti a elementi distribuiti di questa forma mediante l'uso della trasformazione di Richards. Questa trasformazione ha un risultato particolarmente semplice: gli induttori vengono sostituiti con linee di trasmissione terminate in cortocircuito e i condensatori vengono sostituiti con linee di trasmissione terminate a circuito aperto. La teoria delle linee commisurate è particolarmente utile per la progettazione dei filtri a elementi distribuiti nell'uso alle frequenze delle microonde.
Di solito è necessario effettuare un'ulteriore trasformazione del circuito utilizzando le identità di Kuroda. Ci sono diverse ragioni per applicare una delle trasformazioni di Kuroda: la ragione principale, solitamente, è quella di eliminare i componenti connessi in serie. In alcune tecnologie, inclusa la microstriscia largamente usata, le connessioni in serie sono difficili o impossibili da implementare.
La risposta in frequenza dei circuiti a linee commisurate, come tutti i circuiti a elementi distribuiti, si ripete periodicamente, limitando la gamma di frequenza su cui fuzionano al meglio. I circuiti progettati con i metodi di Richards e Kuroda non sono i più compatti.  
Il perfezionamento dei metodi di accoppiamento di elementi può produrre progettazioni più compatte. Tuttavia, la teoria della linee commisurate rimane la base per molte di queste progettazioni di filtri più avanzate.

## Linee commisurate
Le linee commisurate sono linee di trasmissione che hanno tutte la stessa lunghezza elettrica, ma non necessariamente la stessa impedenza caratteristica (Z0).  Un circuito a linee commisurate è un circuito elettrico composto solo da linee commisurate terminate con resistori oppure cortocircuiti e circuiti aperti. Nel 1948, Paul I. Richards pubblicò una teoria basata su circuiti a linee commisurate mediante la quale un circuito a elementi concentrati passivi poteva essere trasformato in un circuito a elementi distribuiti con esattamente le stesse caratteristiche su una certa gamma di frequenze.
Le lunghezze delle linee nei circuiti a elementi distribuiti, per maggiore generalità, di solito vengono espresse in termini della lunghezza d'onda operativa nominale, λ, del circuito. Le linee della lunghezza prescritta in un circuito a linee commisurate sono chiamate "elementi unitari". Si ha una relazione particolarmente semplice se gli elementi unitari hanno lunghezza λ/8. Ogni elemento nel circuito a elementi concentrati viene trasformato in un elemento unitario corrispondente. Tuttavia, la Z0 delle linee deve essere impostata in base al valore del componente nell'analogo circuito a elementi concentrati e ciò può comportare valori di Z0 che non sono pratici da implementare.  Questo è particolarmente un problema con le tecnologie stampate, come la microstriscia, quando si implementano impedenze caratteristiche elevate. Un'elevata impedenza richiede linee strette e c'è una dimensione minima che può essere stampata. D'altra parte, linee molto larghe consentono la possibilità che si formino modi risonanti trasversi indesiderati. Per superare questi problemi, si può scegliere una diversa lunghezza dell'elemento unitario, con una diversa Z0.
La lunghezza elettrica può anche essere espressa come sfasamento tra l'inizio e la fine della linea. La fase viene misurata in unità angolari. Si usa {\displaystyle \theta }, il simbolo matematico per una variabile angolare, come simbolo per la lunghezza elettrica quando viene espressa come un angolo. In questa convenzione λ rappresenta 360°, oppure 2π radianti.
Il vantaggio di utilizzare linee commisurate è che la teoria delle linee commisurate permette ai circuiti di essere sintetizzati a partire da una data funzione della frequenza. Mentre qualsiasi circuito che utilizza lunghezze arbitrarie delle linee di trasmissione può essere analizzato per determinare la sua funzione della frequenza, quel circuito può non essere necessariamente sintetizzato in modo facile a partire dalla funzione di frequenza. Il problema fondamentale è che l'utilizzo di più lunghezze, generalmente, richiede più di una variabile di frequenza. Invece, l'utilizzo delle linee commisurate richiede una sola variabile frequenza.  Esiste una teoria ben sviluppata per sintetizzare circuiti ad elementi concentrati da una data funzione della frequenza. Qualsiasi circuito così sintetizzato può essere convertito in un circuito a linee commisurate utilizzando la trasformazione di Richards e una nuova variabile frequenza.

## Trasformazione di Richards
La trasformazione di Richards trasforma la variabile frequenza angolare (o pulsazione), ω, secondo
{\displaystyle \omega \to \tan(k\omega )}
o, in modo più utile per ulteriori analisi, in termini di variabile frequenza complessa, s,
{\displaystyle s\to \tanh(ks)}
dove k è una costante arbitraria correlata alla lunghezza dell'elemento unitario, θ, e da parte di alcuni progettisti è stata scelta la frequenza di riferimento, ωc, mediante la relazione:
{\displaystyle k\omega _{c}=\theta .}
k si esprime in unità di misura di tempo e rappresenta, infatti, il ritardo di fase che viene introdotto da un elemento unitario.
Confrontando questa trasformazione con l'espressione per la driving point impedance degli stub terminati, rispettivamente, con un cortocircuito e con un circuito aperto,
{\displaystyle {\begin{aligned}Z_{\mathrm {SC} }&=jZ_{0}\tan(k\omega )\\Z_{\mathrm {OC} }&=-jZ_{0}\cot(k\omega )\\\end{aligned}}}
si può vedere che (per θ < π/2) uno stub cortocircuitato ha l'impedenza di un'induttanza concentrata e uno stub a circuito aperto ha l'impedenza di una capacità concentrata. La trasformazione di Richards sostituisce gli induttori con elementi unitari cortocircuitati e i condensatori con elementi unitari a circuito aperto.
Quando la lunghezza è λ/8 (o θ=π/4), ciò si riduce a:
{\displaystyle {\begin{aligned}Z_{\mathrm {SC} }&=jZ_{0}\\Z_{\mathrm {OC} }&=-jZ_{0}\\\end{aligned}}}
Frequentemente, ciò viene scritto come:
{\displaystyle {\begin{aligned}Z_{\mathrm {SC} }&=jL\\Z_{\mathrm {OC} }&={1 \over jC}\\\end{aligned}}}
L e C sono convenzionalmente i simboli per induttanza e capacità, ma in questo caso essi rappresentano, rispettivamente, l'impedenza caratteristica di uno stub induttivo e l' ammettenza caratteristica di uno stub capacitivo. Questa convenzione viene usata da numerosi autori e più avanti in questa voce.

## Dominio omega

Risposta in frequenza di un filtro di Chebyshev del quinto ordine (in alto) e lo stesso filtro dopo aver applicato la trasformazione di Richards

La trasformazione di Richards può essere vista come trasformazione di una rappresentazione nel dominio s in un nuovo dominio chiamato dominio Ω dove:
{\displaystyle \Omega =\tan(k\omega )}
Se Ω è normalizzato in modo tale che Ω=1 quando ω=ωc, allora è richiesto che
{\displaystyle k\omega _{c}=\theta ={\pi  \over 4}}
e la lunghezza in unità di misura di distanza diventa:
{\displaystyle \ell ={\lambda  \over 8}}
Qualsiasi circuito composto da componenti discreti, lineari e concentrati avrà una funzione di trasferimento H(s) che è una funzione razionale in s. Un circuito composto da elementi unitari con linee di trasmissione, derivato da un circuito a elementi concentrati mediante la trasformazione di Richards, avrà una funzione di trasferimento H(jΩ) che sarà una funzione razionale esattamente della stessa forma di H(s). In pratica, la forma della risposta in frequenza del circuito a elementi concentrati rispetto alla variabile frequenza s sarà esattamente la stessa se confrontata con la forma della risposta in frequenza del circuito con le linee di trasmissione rispetto alla variabile frequenza jΩ e, dal punto di vista funzionale, il circuito sarà lo stesso.
Tuttavia, un infinito nel dominio Ω viene trasformato in ω=π/4k nel dominio s. L'intera risposta in frequenza viene ridotta a questo intervallo finito.  Al di sopra di questa frequenza, la stessa risposta si ripete negli stessi intervalli, alternativamente al contrario.  Questa è una conseguenza della natura periodica della funzione tangente.  Questo risultato di avere una banda passante multipla è una caratteristica generale di tutti i circuiti ad elementi distribuiti, non solo di quelli ottenuti attraverso la trasformazione di Richards.

## Elementi in cascata
Un elemento unitario connesso in cascata è un quadripolo che non ha un circuito a elementi concentrati che corrisponda esattamente corrispondente. Dal punto di vista funzionale corrisponde a un ritardo fisso. Esistono circuiti ad elementi concentrati che possono approssimare un ritardo fisso come il filtro Bessel, ma funzionano solo entro una data banda passante, anche con componenti ideali. In alternativa, i filtri passa-tutto a elementi concentrati possono essere costruiti in modo che passino tutte le frequenze (con componenti ideali), ma hanno un ritardo costante solo all'interno di una banda ristretta di frequenze. Esempi sono l'equalizzatore di fase reticolare e l'equalizzatore dei ritardi con ponte a T.
Di conseguenza, non esiste un circuito a elementi concentrati che la trasformazione di Richard possa trasformare in una linea connessa a cascata e non esiste una trasformazione inversa per questo elemento.
La teroria delle linee commisurate introduce così un nuovo elemento di ritardo, o lunghezza.
Due o più elementi unitari connessi in cascata con la stessa Z0 sono equivalenti ad un'unica linea di trasmissione più lunga. Quindi, nei circuiti a linee commisurate sono ammesse linee di lunghezza nθ per n intero. Alcuni circuiti possono essere implementati interamente come una cascata di elementi unitari: per esempio, le reti per l'adattamento di impedenza possono essere realizzate in questo modo, così come la maggior parte dei filtri.

## Identità di Kuroda

Le identità di Kuroda

Le identità di Kuroda sono un insieme di quattro circuiti equivalenti che permettono di superare alcune difficoltà che si possono avere applicando le trasformazioni di Richards direttamente. Le quattro trasformazioni di base sono mostrate in figura. Qui, per rappresentare gli stub a circuito aperto e cortocircuitati vengono utilizzati i simboli per condensatori e induttori.  
Allo stesso modo, i simboli C e L qui rappresentano rispettivamente la suscettanza di uno stub a circuito aperto e la reattanza di uno stub cortocircuitato, che, per θ=λ/8, sono uguali rispettivamente all'ammettenza caratteristica e all'impedenza caratteristica della linea dello stub. Le box con le linee spesse rappresentano tratti di linea con lunghezze commisurate connessi in cascata con l'impedenza caratteristica indicata.
La prima difficoltà risolta è che tutti gli elementi unitari devono essere collegate insieme nello stesso punto. Ciò si verifica perché il modello a elementi concentrati presuppone che tutti gli elementi abbiano volume nullo (o trascurabile) e che non ci sia ritardo nei segnali tra gli elementi. L'applicazione della trasformazione di Richards per convertire il circuito a elementi concentrati in uno a elementi distribuiti permette che ciascun elemento, a questo punto, occupi un volume finito (corrispondente alla sua lunghezza) ma non elimina il requisito della distanza nulla tra le interconnessioni. Applicando ripetutamente le prime due identità di Kuroda, le lunghezze degli elementi unitari delle linee che alimentano le porte del circuito possono essere spostate tra i componenti del circuito per separarli fisicamente.
Una seconda difficoltà che le identità di Kuroda possono superare è che le linee connesse in serie non sono sempre pratiche. Mentre la connessione in serie delle linee può essere eseguita facilmente, per esempio, nella tecnologia coassiale, essa non è possibile nella largamente usata tecnologia a microstriscia e nelle altre tecnologie planari.  I circuiti con filtri utilizzati frequentemente nella topologia a scaletta con elementi alternativamente in serie e in shunt. Tali circuiti possono essere convertiti in circuiti con tutti i componenti in shunt mentre si attuano gli stessi passi utilizzati per distanziare i componenti applicando le prime due identità.
La terza e la quarta identità permettono alle impedenze caratteristiche di essere scalate rispettivamente a valori più bassi o più alti. Ciò può essere utile per trasformare impedenze che non sono pratiche da implementare. Tuttavia, ciò ha lo svantaggio di richiedere l'aggiunta di un trasformatore ideale con un rapporto di spire pari al fattore di scala.

### Storia
Nel decennio successivo alla pubblicazione di Richards, i progressi nella teoria dei circuiti a elementi distribuiti ebbero luogo principalmente in Giappone. K. Kuroda pubblicò queste identità nel 1955 nella sua tesi di dottorato. Tuttavia, esse non apparvero in inglese fino al 1958, quando furono pubblicate in un articolo di Ozaki e Ishii sui filtri a stripline.

## Ulteriori precisazioni
Una delle maggiori applicazioni della teoria delle linee commisurate è la progettazione di filtri a elementi distribuiti. Tali filtri realizzati direttamente mediante il metodo di Richards e Kuroda non sono molto compatti. Ciò può essere un'importante considerazione in fase di progettazione, soprattutto nei dispositivi mobili. Gli stub sporgono di lato alla linea principale e lo spazio tra loro non risulta utile. Idealmente, gli stub dovrebbero sporgere su lati alternati per prevenire che essi si accoppino gli uni con gli altri, occupando ulteriore spazio, anche se questo non è sempre fatto per considerazioni legate allo spazio. Inoltre, gli elementi connessi in cascata che accoppiano insieme gli stub non danno alcun contribuito alla funzione di trasferimento al variare della frequenza, ma servono solo a trasformare gli stub ottenendo l'impedenza richiesta. Disponendoli in un altro modo, l'ordine (grado polinomiale) della funzione di trasferimento al variare della frequenza è determinato soltanto by dal numero degli stub, non dal numero totale di elementi unitari (in generale, più alto è l'ordine, migliore è il filtro).  Tecnologie di sintesi più complesse possono produrre filtri in cui contribuiscono tutti gli elementi.
Le sezioni λ/8 connesse in cascata dei circuiti di Kuroda sono un esempio di trasformatori di impedenza; il primo esempio di tali circuiti è il trasformatore di impedenza a λ/4. Sebbene corrisponda a una lunghezza doppia rispetto a una linea λ/8, esso ha l'utile proprietà di poter essere trasformato, a partire da un filtro passa-basso, in un filtro passa-alto sostituendo gli stub a circuito aperto con stub cortocircuitati. I due filtri presentano esattamente la stessa frequenza di taglio e risposte in frequenza speculari. Perciò esso risulta ideale per l'uso nei diplexer. Il trasformatore λ/4 ha questa proprietà di essere invariante in una trasformazione da passa-basso a passa-alto perché non è solo un trasformatore di impedenza, ma un caso particolare di trasformatore, un invertitore di impedenza. In pratica, esso trasforma ogni rete di impedenze presso una porta, nell'impedenza inversa, o impedenza duale, presso l'altra porta. Tuttavia, un singolo tratto di linea di trasmissione può essere lungo solo esattamente λ/4 alla sua frequenza di risonanza e di conseguenza esiste un limite per la larghezza di banda su cui funzionerà. Esistono tipi più complessi di circuiti invertitori che invertono più accuratamente le impedenze. Ci sono due classi di invertitori, l'invertitore J, che trasforma un'ammettenza in shunt in un'impedenza in serie e l'invertitore K che fa la trasformazione inversa. I coefficiente J e K sono rispettivamente l'ammettenza di scalatura e l'impedenza di scalatura del convertitore.
Gli stub possono essere allungati per passare da un circuito aperto a uno in cortocircuito e viceversa. I filtri passa-basso di solito sono costituiti da induttori in serie e condensatori in shunt. L'applicazione delle identità di Kuroda li convertirà tutti in condensatori in shunt, che sono stub a circuito aperto. Gli stub a circuito aperto sono preferibili nelle tecnologie stampate perché sono più facili da implementare e questa è la tecnologia più probabile da trovare nei prodotti di consumo. Tuttavia, ciò non è vero con altre tecnologie come la linea coassiale, o la linea bifilare, dove il cortocircuito può effettivamente essere utile per il supporto meccanico della struttura. I cortocircuiti hanno anche un piccolo vantaggio in quanto generalmente hanno una posizione più precisa rispetto ai circuiti aperti. Se il circuito deve essere ulteriormente trasformato in uno strumento a guida d'onda, allora i circuiti aperti sono fuori questione perché ci sarebbe radiazione al di fuori dall'apertura così formata. Per un filtro passa-alto vale il contrario: l'applicazione delle identità di Kuroda naturalmente si tradurrà in dei cortocircuiti e potrebbe essere auspicabile che con un progetto stampato ci sia la conversione in circuiti aperti. Per fare un esempio, uno stub a circuito aperto di lunghezza λ/8 può essere sostituito con uno stub cortocircuitato di lunghezza 3λ/8  con la stessa impedenza caratteristica senza modificare funzionalmente il circuito.
Accoppiare insieme degli elementi con delle linee che fungono da trasformatore di impedenza non rappresenta la progettazione più compatta. Sono stati sviluppati altri metodi di accoppiamento, specialmente per i filtri passa-banda che sono molto più compatti. Questi includono filtri a linee parallele, filtri interdigitali, filtri ad hairpin e i filtri comb con progettazione a elementi semi-concentrati.